# Parque del humedal de Hong Kong
El Parque del humedal de Hong Kong (en chino: 香港濕地公園) es un parque y zoológico con instalaciones para la conservación, educación y turismo, ubicadas en la parte norte de Tin Shui Wai, en Yuen Long, en Hong Kong, al sur de China.
El parque de los humedales de Hong Kong consta de un centro de visitantes de 10.000 metros cuadrados (110.000 pies cuadrados), el mundo interactivo de los humedales, y una reserva de humedales de 60 hectáreas (150 acres). El Mundial de los Humedales Interactivos tiene salas temáticas de exposiciones, un teatro, una tienda de recuerdos, una zona de juegos cubierta y un centro de provisiones.